# فلاد مارين
فلاد مارين (بالرومانية: Vlad Marin)‏ هو لاعب كرة قدم روماني في مركز الدفاع، ولد في 15 مايو 1995 في رمينكو فيلتشا في رومانيا. لعب مع نادي روما ويوفنتوس.

## وصلات خارجية
- فلاد مارين على موقع قاعدة بيانات كرة القدم.إي يو (الإنجليزية)
- فلاد مارين على موقع Soccerway.com (الإنجليزية)